# شین گولد
شِین گولد (به انگلیسی: Shane Gould) ورزشکار زن رشتهٔ شنا اهل کشور استرالیا است. وی در بین سال‌های ‎۱۹۷۲ میلادی در مسابقات بازی‌های المپیک تابستانی در مجموع ۵ مدال، شامل ۳ مدال طلا و ۱ نقره و ۱ برنز را کسب کرد.